# André Henri Constant van Hasselt
André Henri Constant van Hasselt (en neerlandés Andries Hendrik van Hasselt; Maastricht; 5 de enero de 1806 - Saint-Josse-ten-Noode, Bruselas, Bélgica,1 de diciembre de 1874) fue un poeta belga de origen limburgués. 
Su educación tuvo lugar en su ciudad natal salvo sus estudios universitarios, los cuales concluyó en la Universidad de Lieja. En 1833, Van Hasselt decide irse de Maastricht hacia Bruselas, donde se naturalizó como ciudadano belga y trabajó en la Biblioteca Real de Bélgica. En 1843 comenzó a trabajar como educador, hasta convertirse en inspector de escuelas. 
Como el idioma vernacular de Van Hasselt era el neerlandés, tuvo que vencer las dificultades de escribir en otro idioma, en este caso el francés. En su primer poema, Primevères (1834), se evidencia una importante influencia del escritor romántico francés Victor Hugo, con el cual Van Hasselt entable una relación amistosa en 1830. En 1839, se convirtió en editor del periódico Renaissance, una publicación con el propósito de fomentar la difusión de las artes. 
Su obra principal, Les Quatre Incarnations du Christ, fue publicada en 1867. Asimismo, publicó un libro llamado Etudes rythmiques (Estudios rítmicos), el cual estudiaba una serie de experimentos métricos para comprobar que el idioma francés era compatible con cualquier clase de ritmo musical. También publicó traducciones de canciones tradicionales alemanas y de libretos de las más conocidas óperas de Mozart y Weber. 